# Stop Breaking Down Blues
Stop Breaking Down Blues; auch Stop Breakin’ Down Blues oder nur Stop Breaking Down (übersetzungshalber „Kipp nicht um“) ist ein im Jahr 1937 aufgenommener Bluessong des US-amerikanischen Blues-Musikers Robert Johnson. Der Titel wurde im Jahr 1938 als Single mit der B-Seite Honeymoon Blues unter dem Label Vocalion (#04002) veröffentlicht. Bekannt wurde er jedoch erst durch Coverversionen anderer Interpreten.

## Aufnahme und Musik
Johnson nahm zwei Versionen des Titels während seiner letzten Aufnahme-Session in Dallas, Texas auf. Beide wurden auf verschiedenen Single-Pressungen veröffentlicht. Wie bei allen anderen Aufnahmen war Johnson auch damals als einziger Musiker vertreten; seinen Gesang begleitete er mit einer normalen Akustikgitarre – nutzte jedoch eine Slide-Technik, was dem Song einen „kleinen Witz“ verpassen sollte. Der Titel ist Johnsons schnellster Song.
Wie die meisten Songs von Johnson wurde sein Stop Breakin’ Down Blues zunächst schlecht verkauft. Erst 1970 wurde der Song auf dem Album King of the Delta Blues Singers, Vol. II wiederveröffentlicht und einem breiteren Publikum bekannt. 1990 erschien das Lied in beiden Versionen im Box-Set The Complete Recordings.

## Coverversionen
Der Titel wurde auch nach Johnsons frühem Tod weiter von Bluesmusikern im Mississippi-Delta gespielt. 1945 nahm Sonny Boy Williamson I. seine Version von Stop Breaking Down im Stil des Chicago Blues auf; er verwendete einen abgeänderten Text, etwa den Refrain „I don’t believe you really really love me, I think you just like the way my music sounds“ anstelle des schlüpfrigeren „The stuff I got it gon’ bust your brains out, hoo hoo, it'll make you lose your mind“ bei Johnson. Diese erste Coverversion von Williamson führte zu weiteren Einspielungen von weiteren Musikern des Chicagoblues. 1954 interpretierte Baby Boy Warren den Song unter Verwendung des Originaltexts als Shuffle (Drummond 3003). Die Coverversion von Forest City Joe (1926–1960) erschien auf der Kompilation The Blues Roll On (Atlantic SD 1352). Junior Wells und Buddy Guy nahmen Stop Breaking Down für die Alben Coming at You Baby (1968) und Southside Blues Jam (1969) auf; sie spielten ein Medley und verwendeten auch den Text von Five Long Years. Chicago Beau spielte den Titel 1991 für sein Album My Ancestors ein (und gab fälschlicherweise als Urheber Sonnyboy Williamson an).
Die Rolling Stones nahmen den Song für ihr Album Exile on Main St (1972) auf, wobei sie weitgehend den ursprünglichen Text verwendeten. Neben Mick Taylor an der Slide-Gitarre spielt auch Mick Jagger Gitarre. Bei der Version im Konzertfilm The Rolling Stones: Voodoo Lounge Live (1994) spielte Gitarrist Robert Cray eine wichtige Rolle. Weitere Coverversionen stammen von Lucinda Williams (1979), Pussy Galore (1986), The Jeff Healey Band (1995), The White Stripes (1999) sowie Todd Rundgren (2011). Eric Clapton nahm seine Version des Titels für seine Tribut-Alben Me and Mr. Johnson und Sessions for Robert J im Jahr 2004 auf.